# Neufürstliche Münzprägung der Grafschaft Sprinzenstein
Die neufürstlichen Münzprägungen in Oberösterreich wurden, neben der Grafschaft Sinzendorf, stark von der Grafschaft Sprinzenstein geprägt. Neben den regulären Dukaten- und Talerprägungen entstanden sämtliche Silber-, Zinn-, Bronze- und Bleiabschläge. Grund dafür war eine Unzufriedenheit des Grafen Franz Ignaz mit den ersten Prägungen. Das resultierte schlussendlich aber leider darin, dass er die im Dezember 1706 geprägten Münzen nicht mehr zu Gesicht bekam, da er selbst am 15. Oktober 1705 verstarb. Auch von seinem Nachfolger, Graf Johann Ehrenreich, existieren zahlreiche Abschläge, die man als Vorsichtsmaßnahme deuten könnte.

## Prägungen unter Graf Franz Ignaz (1635–1705)

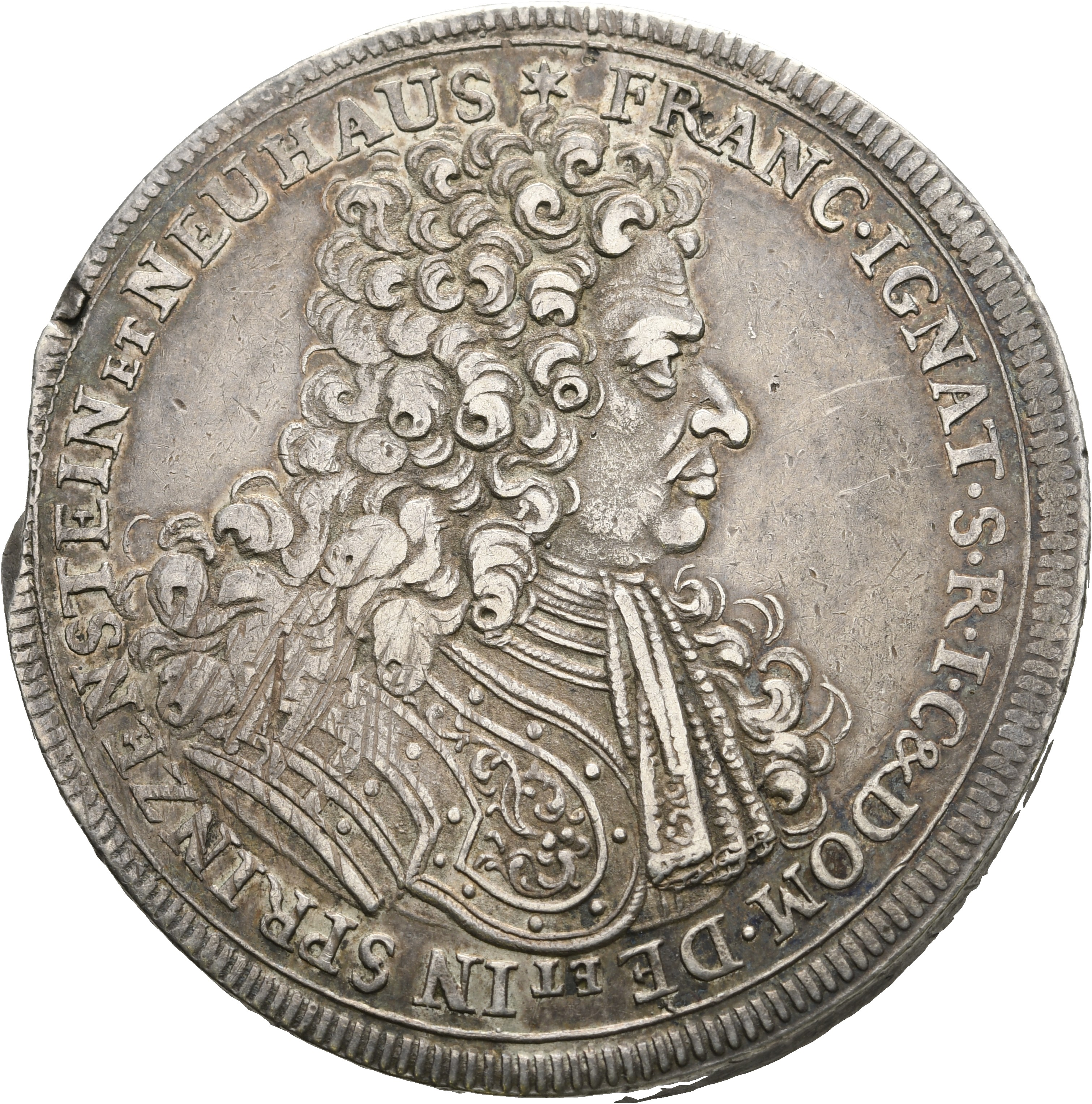
Avers vom Taler 1705, Graf Franz Ignaz (1635–1705), Privatbesitz.

Franz Ignaz war der Neffe von Ferdinand Max Graf von Sprinzenstein und Neuhaus. Er war Obersterblandmünzmeister in Ober- und Niederösterreich.
Im Dezember 1706 wurden in Augsburg posthum 50 Stück Dukaten und 250 Stück Taler geprägt. Der Stempelschneider war Philipp Heinrich Müller.
Dukat 1705
Umschrift Avers: FRANC.IGNAT.S.R.I.C&DOM.DE ET IN SPRINZENSTEIN ET NEUHAUS *
Umschrift Revers: .ARCHI.MONETARIVS HAEREDITARI9VTRIVSQ.AUSTRIAE.1705
Taler 1705
Umschrift Avers: FRANC.IGNAT.S.R.I.C&DOM.DE ET IN SPRINZENSTEIN ET NEUHAUS *
Umschrift Revers: *ARCHI.MONETARIVS HAEREDITARI9VTRIVSQ.AUSTRIAE*1705

## Prägungen unter Graf Johann Ehrenreich (1667–1729)
Johann Ehrenreich war der Neffe von Franz Ignaz. Zudem war er ebenfalls Obersterblandmünzmeister in Ober- und Niederösterreich.
Im Jahre 1717 wurden Dukaten und Taler in Augsburg geprägt, über die genaue Stückzahl ist nichts bekannt. Der Stempelschneider war wieder Philipp Heinrich Müller.
Dukat 1717

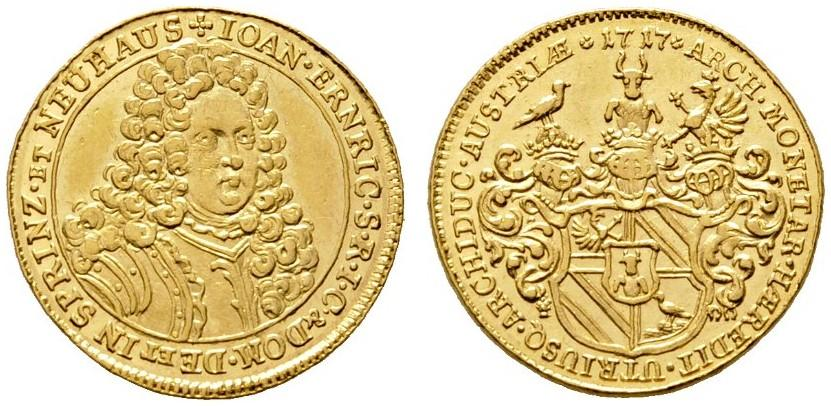
Avers und Revers vom Dukaten 1717, Graf Johann Ehrenreich (1667–1729), Ex Rauch (Auction 102, 10. November 2016)

Umschrift Avers: IOAN.ERNRIC.S.R.I.C.&DOM.DE ET IN SPRINZ.ET NEUHAUS+
Umschrift Revers: +ARCH.MONETAR.HAEREDIT.UTRIUSQ.ARCHIDUC.AUSTRIAE+1717
Taler 1717
Umschrift Avers: IOAN.ERNRICUS S.R.I.C.&DOM.DE ET IN SPRINZENSTEIN ET NEUHAUS*
Umschrift Revers: *ARCHI.MONETARI9.HAEREDITARI9UTRIUSQ!ARCHIDUCAT.AUSTRIAE* 1717

## Stempelpaare im Linzer Schlossmuseum
Als Dauerleihgabe der Familie Spannocchi, Besitzer des Schlosses Sprinzenstein, befinden sich seit 1979 die vier Stempelpaare der Sprinzensteiner Prägungen von 1705 und 1717 im Münzkabinett des Linzer Schlossmuseums. Nach der Übernahme wurden die korrodierten Prägeeisen restauriert und infolgedessen in der Fachschule für Stahlschnitt in Steyr einseitige Neuabschläge in Silber angefertigt.
Heute sind die vier Stempelpaare im Münzkabinett des Linzer Schlossmuseum ausgestellt. Weiters sind die Taler von 1705 und 1717 sowie der Dukat von 1717 zu bestaunen. Lediglich der Dukat von 1705, in einer Kleinstauflage von 50 Stück geprägt, befindet sich nicht in der Sammlung.